# Irrsinnig Menschlich
Irrsinnig Menschlich e. V. ist eine international tätige Non-Profit-Organisation im Bereich der psychischen Gesundheit und Träger der freien Jugendhilfe. Der Verein hat seinen Sitz in Leipzig. Durch mehrere standardisierte Programme werden psychische Krisen in Schule, Studium, Ausbildung und Sport besprechbar gemacht, Bewältigungsstrategien aufgezeigt und über Hilfsangebote informiert.

## Organisation
Irrsinnig Menschlich e. V. wurde am 3. April 2000 u. a. von Matthias Claus Angermeyer, damals Direktor des Lehrstuhls für Psychiatrie, Psychotherapie und Psychosomatik an der Universität Leipzig, Thomas Seyde, damals Psychiatriekoordinator der Stadt Leipzig, Monika Schöpe, damals Vorsitzende des Wege e.V., Manuela Richter-Werling, damals Journalistin,u. a. gegründet. Ziel des Vereins ist, psychische Krisen und Erkrankungen besser zu verstehen, Stigmata, Ängste und Vorurteile zu verringern, Wissen, Zuversicht und Lösungswege zu vermitteln und Wohlbefinden zu fördern. Psychische Erkrankungen beginnen oft schon im Kindes- und Jugendalter, doch häufig vergehen mehrere Jahre, bis Betroffene Hilfe suchen und erhalten. Die größte Hürde hierbei ist die Angst, wegen psychischer Krankheit stigmatisiert zu werden. Das Stigma ist weltweit eines der schwerwiegendsten Hindernisse, das Menschen davon abhält, sich frühzeitig Hilfe zu suchen, trotz zunehmend besserer Behandlungsmöglichkeiten.
Die spezifische Kompetenz von Irrsinnig Menschlich e.V. besteht in der Entwicklung niedrigschwelliger universeller Präventionsprogramme und deren überregionaler Implementierung bzw. Skalierung durch die Unterstützung zahlreicher Partner der psychosozialen Versorgung.
Manuela Richter-Werling und Norbert Göller sind die Gründergeneration, die Irrsinnig Menschlich in 25 Jahren zu einer national und international anerkannten Organisation aufgebaut haben.

## Geschichte
Ausgangspunkt für die Gründung des Vereins waren die Ergebnisse der beiden Bevölkerungsumfragen 1990 und 2000 zum Thema „Einstellungen zu psychischer Krankheit und psychisch kranken Menschen“ von Matthias Claus Angermeyer. Weltweit diskutierten Psychiater, Betroffenen- und Angehörigeninitiativen, wie man Stigmata, Vorurteile und Diskriminierung gegenüber Menschen mit psychischen Gesundheitsproblemen verringern kann. Vor diesem Hintergrund startete die World Psychiatric Association (WPA) 1999 die weltweite Bewegung „Open the doors“ mit dem Ziel, Stigmatisierung und Diskriminierung psychisch erkrankter Menschen abzubauen.
2001 machte die World Health Organisation (WHO) erstmals psychische Gesundheit unter dem Motto „Mental Health: Stop Exclusion – Dare to Care“ zum Thema des Weltgesundheitstages. Dahinter stand die Absicht der WHO, einen weltweiten Politik- und Einstellungswandel im Umgang mit psychischen Erkrankungen zu erreichen. Vor dem Hintergrund der vielen betroffenen Menschen, der sozialen Auswirkungen und der hohen Kosten, die psychische Erkrankungen verursachen, sei das eine globale Notwendigkeit: „Ohne psychische Gesundheit gibt es keine Gesundheit“.
Die Europäische Ministerielle WHO-Konferenz zur Psychischen Gesundheit im Januar 2005 in Helsinki und Das Grünbuch der EU 2006 „Die psychische Gesundheit der Bevölkerung verbessern – Entwicklung einer Strategie für die Förderung der psychischen Gesundheit in der Europäischen Union“ wurden wegweisend für die zukünftige Gesundheitspolitik in der Europäischen Union. Die Prävention psychischer Erkrankungen und die Förderung der psychischen Gesundheit von Kindern, Jugendlichen und jungen Erwachsenen wurde zu einem Schwerpunkt erklärt, weil die Mehrzahl aller psychischen Erkrankungen vor dem 24. Lebensjahr beginnt.
Seit seiner Gründung leistet Irrsinnig Menschlich Pionierarbeit, vor allem mit seinem Präventionsprogramm „Verrückt? Na und! Seelisch fit in der Schule“. Die erfolgreiche Verbreitung des Schulprogrammes ermutigte Irrsinnig Menschlich ab 2016 weitere Angebote für die Settings Hochschule und Unternehmen zu entwickeln, zu erproben und zu verbreiten.

## Programme
Irrsinnig Menschlich e. V. wirkt an der Schlüsselstelle und dem Haupthindernis zur Verbesserung der psychischen Gesundheit, der Reduktion des Stigmas. Zielsetzung sind insbesondere das Bewusstmachen und Reduzieren von individueller, öffentlicher und struktureller Diskriminierung. Die Kombination aus Information, Aufklärung und Kontakt mit Mitgliedern der stigmatisierten Gruppe ist nachweislich der wirksamste stigmareduzierende Faktor. Deshalb interveniert Irrsinnig Menschlich stets mit Tandems aus fachlichen Experten mit entsprechender beruflicher Qualifikation und persönlichen Experten, die bereits psychische Krisen erlebt und bewältigt haben.
Präventionsangebote von Irrsinnig Menschlich:
- „Psychisch fit lernen“ für Schulen, darunter „Unsere 'verrückten' Familien: Psychisch fit in der Grundschule“, „Verrückt? Na und! Seelisch fit in der Schule“ für die Sekundarstufe und „Aufmachen! Psychisch fit in der Berufsschule“
- „Psychisch fit studieren“ für Hochschulen, darunter „Hochschulen im Dialog zur psychischen Gesundheit“
- „Psychisch fit arbeiten“ für Unternehmen
- „Psychisch fit im Sportverein“ für Vereine

Das Programm „Verrückt? Na und! Seelisch fit in der Schule“ wird in Deutschland, Österreich, Tschechien, Slowakei und Ukraine via Social Franchise verbreitet. Kooperationspartner auf kommunaler Ebene sind Träger der gemeindepsychiatrischen psychosozialen Versorgung, insbesondere Kliniken, Gesundheitsämter und Jugendämter. 2024 erreichte Irrsinnig Menschlich mit seinen Angeboten in Zusammenarbeit mit 118 Social-Franchise-Partnern an 158 Programmstandorten in Deutschland und international fast 65.000 junge Menschen, fast 7.000 Lehrkräfte und weitere Multiplikatoren in Schule, Berufsschule, Hochschule, Organisationen und Unternehmen.

## Wirkung
Die Programme „Verrückt? Na und!“ und „Psychisch fit studieren“ wurden vom Institut für Sozialmedizin, Arbeitsmedizin und Public Health (ISAP) der Universität Leipzig mehrfach evaluiert. Sie wirken präventiv, Stigma reduzierend und gesundheitsfördernd.
Indem sie die Zugangsbarrieren zum Hilfs- und Beratungssystem verringern, werden auch monetäre Krankheitskosten substanziell reduziert. Das Programm „Verrückt? Na und!“ wurde in einer Studie von McKinsey & Company und Ashoka Deutschland auch hinsichtlich seines ökonomischen Potentials untersucht. Das Ergebnis: 80 Millionen Euro weniger Folgekosten für jeden Prozentpunkt an erkrankten Schülern, die sich in einem Jahrgang aufgrund der Teilnahme am Schultag „Verrückt? Na und!“ zusätzlich in frühzeitige Behandlung begeben.

## Auszeichnungen
Die Programme von Irrsinnig Menschlich erhielten zahlreiche Auszeichnungen und Qualitätssiegel.
- 2024 1. Preis Springer Charity Award[21]
- 2023 Bundesverdienstkreuz am Bande für Manuela Richter-Werling[22]
- 2016 Making More Health-Fellowship für Manuela Richter-Werling[23]
- 2015 1. Preis in der Kategorie »Kinder und Jugendliche« des Großen Präventionspreises von Baden-Württemberg[24]
- 2014 1. Platz in der Kategorie Wirkung im Rahmen des vom BMBF geförderten Praxis- und Forschungsprojektes »Soziale Innovationen« des World Vision Center for Social Innovation[25]
- 2014 Aufnahme in die »Grüne Liste Prävention« des Landespräventionsrates Niedersachsen[26]
- 2013 Hessischer Gesundheitspreis[27]
- 2013 DGPPN-Anti-Stigma-Preis[28]
- 2012 PHINEO-Wirkt-Siegel im Themenfeld Depression[29]
- 2012 Preis »Gesundes Land NRW«[30]
- 2011 Aufnahme von Manuela Richter-Werling in die »150 Verantwortlichen« der Robert Bosch Stiftung[31]
- 2010 Fairness-Initiativpreis der Fairness-Stiftung[32]
- 2009 Ashoka Fellowship von Manuela Richter-Werling zur Förderung von Sozialunternehmertum[33]
- 2009 Modellprojekt für die nationalen Gesundheitsziele »Gesund aufwachsen« und »Depressionen verhindern«[34]